# Marcin Ciempiel
Marcin Rajmund Ciempiel (ur. 9 czerwca 1964) – polski gitarzysta basowy znany z m.in. zespołów: Oddział Zamknięty, Maanam, Tilt, Fotoness, Apteka, One Million Bulgarians, Grejfrut, Wilki, Freedom, Widmoid. Współpracował również z Korą. Członek Akademii Fonograficznej ZPAV.